# American Song Contest 2022

Staten die zich kwalificeerden voor de finale
Staten die zich niet kwalificeerden voor de finale
Staten die zich niet kwalificeerden voor de halve finale

Het American Song Contest 2022 was de eerste editie van het American Song Contest en werd gehouden op maandagen van 21 maart tot en met 9 mei 2022. Het festival werd gepresenteerd door rapper Snoop Dogg en zangeres Kelly Clarkson. Het festival werd gewonnen door AleXa uit Oklahoma en het lied Wonderland. Vooral de steun van het publiek was immens: hier kreeg Oklahoma maar liefst 99% van het maximum aantal beschikbare punten.
Als eerste deelnemer had Minnesota het allereerste liedje op het American Song Contest.

## Formule
Het festival bestond uit drie rondes: vijf voorrondes, twee halve finales en één finale. In de voorrondes traden alle 56 staten en territoria van de Verenigde Staten aan. Aan het einde van elke voorronde werd de winnaar van de vakjury bekendgemaakt. Deze act kwalificeerde zich voor de halve finales. Vervolgens kreeg het publiek de kans om te stemmen op de deelnemers. Deze stemmen werden bij de punten van de vakjury geteld. Uiteindelijk stootten nog drie acts per voorronde door naar de volgende ronde. Nadat alle halvefinalisten geselecteerd waren, kwalificeerden nog twee extra acts voor de halve finales. Dit waren staten die oorspronkelijk uitgeschakeld werden in de voorrondes, maar de meeste online streams behaalden. Zodoende telden de twee halve finales 22 deelnemers in totaal. Van elke halve finale mochten vijf staten naar de finale waar 10 acts aan deelnamen.
Deelnemers moesten op de dag van de finale minimaal zestien jaar oud zijn. Elk optreden mocht bestaan uit een soloact, een duo, een band of een dj.
De stemmen waren afkomstig van een vakjury en publiek. Elke deelnemende staat en territorium mocht een vakjury aanduiden. Deze vakjury bestond per staat uit één persoon. De vakjury's waren verplicht om hun stem te baseren op vier kernpunten: artistieke expressie, hitpotentieel, originaliteit en visuele indruk. Elke vakjury gaf punten aan tien staten/territoria. Het was de vakjury niet toegestaan te stemmen op de eigen staat of territorium.
Alle inwoners uit de 56 participerende staten en territoria mochten na de tv-uitzending een stem uitbrengen via website, TikTok of NBC-app. Het is ze niet toegestaan te stemmen op een optreden van eigen staat/territorium.
De stemmen van de vakjury maakten 50% uit van het eindresultaat. De andere helft was afkomstig van de televoting. Van de voorrondes en de halve finales zijn enkel de juryresultaten bekendgemaakt. Van de finale is zowel het jurytotaal als het totaal van de televoting bekend.

## Gaststad
Het festival vond plaats in de Universal Studios Lot in Universal City. In eerste instantie werden Los Angeles en Atlanta overwogen als potentiële gaststeden. Voor Universal City als locatie werd gekozen, werden ook Las Vegas, Orlando en Tampa overwogen.

## Uitslagen

### Finale
Allen Stone uit Washington trad niet live op omwille van persoonlijke redenen. In plaats daarvan werden eerder opgenomen beelden getoond.
| Plaats | Staat            | Taal   | Artiest          | Lied                   | Televoting | Vakjury | Totaal |
| ------ | ---------------- | ------ | ---------------- | ---------------------- | ---------- | ------- | ------ |
| 1      | Oklahoma         | Engels | AleXa            | Wonderland             | 654        | 56      | 710    |
| 2      | Colorado         | Engels | Riker Lynch      | Feel the love          | 478        | 25      | 503    |
| 3      | Kentucky         | Engels | Jordan Smith     | Sparrow                | 328        | 79      | 407    |
| 4      | Texas            | Engels | Grant Knoche     | Mr. Independent        | 324        | 42      | 366    |
| 5      | Washington       | Engels | Allen Stone      | A bit of both          | 254        | 105     | 359    |
| 6      | Amerikaans-Samoa | Engels | Tenelle          | Full circle            | 305        | 37      | 342    |
| 7      | Connecticut      | Engels | Michael Bolton   | Beautiful world        | 298        | 40      | 338    |
| 8      | Alabama          | Engels | Ni/Co            | The difference         | 225        | 60      | 285    |
| 9      | North Dakota     | Engels | Chloe Fredericks | Can't make you love me | 219        | 48      | 267    |
| 10     | Tennessee        | Engels | Tyler Braden     | Seventeen              | 163        | 88      | 251    |

### Eerste halve finale
De eerste halve finale vond plaats op 25 april. Aan het einde van de show werd Washington uitgeroepen tot jurywinnaar waardoor de staat zich rechtstreeks kwalificeerde voor de finale. Ook in de voorrondes werd Washington al jurywinnaar. Oklahoma, Colorado, Kentucky en Alabama wisten zich door de stemmen thuis ook te plaatsen voor de finale.
| Plaats | Staat         | Taal   | Artiest      | Lied             | Resultaat      |
| ------ | ------------- | ------ | ------------ | ---------------- | -------------- |
| 1      | Washington    | Engels | Allen Stone  | A bit of both    | gekwalificeerd |
| 2      | Kentucky      | Engels | Jordan Smith | Sparrow          | gekwalificeerd |
| 3      | Rhode Island  | Engels | Hueston      | Held on too long | uit            |
| 4      | Michigan      | Engels | Ada LeAnn    | Natalie          | uit            |
| 5      | Oklahoma      | Engels | AleXa        | Wonderland       | gekwalificeerd |
| 6      | Alabama       | Engels | Ni/Co        | The difference   | gekwalificeerd |
| 7      | Montana       | Engels | Jonah Prill  | Fire it up       | uit            |
| 8      | Massachusetts | Engels | Jared Lee    | Shameless        | uit            |
| 9      | New Hampshire | Engels | MARi         | Fly              | uit            |
| 10     | Wyoming       | Engels | Ryan Charles | New boot goofin' | uit            |
| 11     | Colorado      | Engels | Riker Lynch  | Feel the love    | gekwalificeerd |

### Tweede halve finale
De tweede halve finale vond plaats op 2 mei. Aan het einde van de show werd Tennessee uitgeroepen tot jurywinnaar waardoor de staat zich rechtstreeks kwalificeerde voor de finale. Ook in de voorrondes werd Tennessee al jurywinnaar. North Dakota, Connecticut, Texas en Amerikaans-Samoa wisten zich door de stemmen thuis ook te plaatsen voor de finale.
| Plaats | Staat            | Taal             | Artiest                     | Lied                   | Resultaat      |
| ------ | ---------------- | ---------------- | --------------------------- | ---------------------- | -------------- |
| 1      | Tennessee        | Engels           | Tyler Braden                | Seventeen              | gekwalificeerd |
| 2      | Kansas           | Engels           | Broderick Jones feat. Calio | Tell me                | uit            |
| 3      | Californië       | Engels           | Sweet Taboo                 | Keys to the kingdom    | uit            |
| 4      | North Carolina   | Engels           | John Morgan                 | Right in the middle    | uit            |
| 5      | Connecticut      | Engels           | Michael Bolton              | Beautiful world        | gekwalificeerd |
| 6      | North Dakota     | Engels           | Chloe Fredericks            | Can't make you love me | gekwalificeerd |
| 7      | Puerto Rico      | Engels en Spaans | Christian Pagán             | Loko                   | uit            |
| 8      | Texas            | Engels           | Grant Knoche                | Mr. Independent        | gekwalificeerd |
| 9      | Georgia          | Engels           | Stela Cole                  | DIY                    | uit            |
| 10     | Amerikaans-Samoa | Engels           | Tenelle                     | Full circle            | gekwalificeerd |
| 11     | New York         | Engels           | Enisa                       | Green light            | uit            |

### Eerste voorronde
De eerste voorronde vond plaats op maandag 21 maart 2022. Aan het einde van de show koos de vakjury de inzending van Rhode Island uit waardoor Hueston met zijn lied doorstootte naar de halve finales. Door toevoeging van de televoting plaatsten ook Oklahoma, Connecticut en Puerto Rico zich voor de volgende ronde. Ook Wyoming wist zich te plaatsen voor de halve finales door een van de twee liedjes te zijn, onder de uitgeschakelde staten, met de meeste streams.
| Plaats | Staat        | Taal             | Artiest                  | Lied             | Resultaat      |
| ------ | ------------ | ---------------- | ------------------------ | ---------------- | -------------- |
| 1      | Rhode Island | Engels           | Hueston                  | Held on too long | gekwalificeerd |
| 2      | Oklahoma     | Engels           | AleXa                    | Wonderland       | gekwalificeerd |
| 3      | Arkansas     | Engels           | Kelsey Lamb              | Never like this  | uit            |
| 4      | Puerto Rico  | Engels en Spaans | Christian Pagán          | Loko             | gekwalificeerd |
| 5      | Connecticut  | Engels           | Michael Bolton           | Beautiful world  | gekwalificeerd |
| 6      | Mississippi  | Engels           | Keyone Starr             | Fire             | uit            |
| 7      | Minnesota    | Engels           | Yam Haus                 | Ready to go      | uit            |
| 8      | Iowa         | Engels           | Alisabeth Von Presley    | Wonder           | uit            |
| 9      | Wisconsin    | Engels           | Jake'O                   | Feel your love   | uit            |
| 10     | Wyoming      | Engels           | Ryan Charles             | New boot goofin' | gekwalificeerd |
| 11     | Indiana      | Engels           | UG skywalkin feat. Maxie | Love in my city  | uit            |

### Tweede voorronde
De tweede voorronde vond plaats op maandag 28 maart 2022. Het lied Sparrow van Kentucky werd door de vakjury uitgekozen om naar de halve finales te gaan. Ook North Dakota, Kansas en Montana stootten door naar de halve finales. Ook New York wist zich te plaatsen voor de halve finales door een van de twee liedjes te zijn, onder de uitgeschakelde staten, met de meeste streams.
| Plaats | Staat                       | Taal                                      | Artiest                                         | Lied                     | Resultaat      |
| ------ | --------------------------- | ----------------------------------------- | ----------------------------------------------- | ------------------------ | -------------- |
| 1      | Kentucky                    | Engels                                    | Jordan Smith                                    | Sparrow                  | gekwalificeerd |
| 2      | Kansas                      | Engels                                    | Broderick Jones feat. Calio                     | Tell me                  | gekwalificeerd |
| 3      | Montana                     | Engels                                    | Jonah Prill                                     | Fire it up               | gekwalificeerd |
| 4      | Maine                       | Engels                                    | King Kyote                                      | Get out alive            | uit            |
| 5      | North Dakota                | Engels                                    | Chloe Fredericks                                | Can't make you love me   | gekwalificeerd |
| 6      | Ohio                        | Engels                                    | Macy Gray feat. The California Jet Club & Maino | Every night              | uit            |
| 7      | Nebraska                    | Engels                                    | Jocelyn                                         | Never alone              | uit            |
| 8      | Virginia                    | Engels                                    | Almira Zaky                                     | Over you                 | uit            |
| 9      | New York                    | Engels                                    | Enisa                                           | Green light              | gekwalificeerd |
| 10     | Amerikaanse Maagdeneilanden | Engels, Spaans en Maagdeneilanden Creools | Cruz Rock                                       | Celebrando               | uit            |
| 11     | Oregon                      | Engels                                    | courtship.                                      | Million dollar smoothies | uit            |

### Derde voorronde
De derde voorronde ging door op maandag 5 april 2022. Tennessee werd uitgeroepen als jurywinnaar en mocht zo rechtstreeks naar de halve finales. Verder plaatsten ook Colorado, Alabama en Texas zich voor de halve finales.
| Plaats | Staat                | Taal             | Artiest         | Lied                          | Resultaat      |
| ------ | -------------------- | ---------------- | --------------- | ----------------------------- | -------------- |
| 1      | Tennessee            | Engels           | Tyler Braden    | Seventeen                     | gekwalificeerd |
| 2      | Florida              | Engels en Spaans | Ale Zabala      | Flirt                         | uit            |
| 3      | Alabama              | Engels           | Ni/Co           | The difference                | gekwalificeerd |
| 4      | Texas                | Engels           | Grant Knoche    | Mr. Independent               | gekwalificeerd |
| 5      | New Jersey           | Engels           | Brooke Alexx    | I don't take pictures anymore | uit            |
| 6      | Colorado             | Engels           | Riker Lynch     | Feel the love                 | gekwalificeerd |
| 7      | Delaware             | Engels           | Nitro Nitra     | Train                         | uit            |
| 8      | Louisiana            | Engels           | Brittany Pfantz | Now you do                    | uit            |
| 9      | Alaska               | Engels           | Jewel           | The story                     | uit            |
| 10     | Noordelijke Marianen | Engels           | Sabyu           | Sunsets & seaturtles          | uit            |
| 11     | South Dakota         | Engels           | Judd Hoos       | Bad girl                      | uit            |
| 12     | South Carolina       | Engels           | Jesse LeProtti  | Not alone                     | uit            |

### Vierde voorronde
De vierde voorronde vond plaats op maandag 11 april 2022. Washington was de jurywinnaar van de vierde voorronde en plaatste zich zo voor de halve finales. De week nadien volgden ook Massachusetts, Georgia en New Hampshire.
| Plaats | Staat           | Taal   | Artiest                               | Lied                 | Resultaat      |
| ------ | --------------- | ------ | ------------------------------------- | -------------------- | -------------- |
| 1      | Washington      | Engels | Allen Stone                           | A bit of both        | gekwalificeerd |
| 2      | Massachusetts   | Engels | Jared Lee                             | Shameless            | gekwalificeerd |
| 3      | Nevada          | Engels | The Crystal Method feat. Koda & VAAAL | Watch me now         | uit            |
| 4      | Pennsylvania    | Engels | Bri Steves                            | Plenty love          | uit            |
| 5      | West Virginia   | Engels | Alexis Cunningham                     | Working on a miracle | uit            |
| 6      | Georgia         | Engels | Stela Cole                            | DIY                  | gekwalificeerd |
| 7      | Utah            | Engels | Savannah Keyes                        | Sad girl             | uit            |
| 8      | New Hampshire   | Engels | MARi                                  | Fly                  | gekwalificeerd |
| 9      | Hawaï           | Engels | Bronson Varde                         | 4 you                | uit            |
| 10     | Arizona         | Spaans | Las Marías                            | De la Finikera       | uit            |
| 11     | Washington D.C. | Engels | NËITHER                               | I like it            | uit            |

### Vijfde voorronde
De vijfde en laatste voorronde ging door op maandag 18 april 2022. De inzending van Michigan won de jurystemming en mocht zodoende naar de volgende ronde. Nadien stootten ook Amerikaans-Samoa, North Carolina en Californië nog door naar de halve finales.
| Plaats | Staat            | Taal   | Artiest         | Lied                | Resultaat      |
| ------ | ---------------- | ------ | --------------- | ------------------- | -------------- |
| 1      | Michigan         | Engels | Ada LeAnn       | Natalie             | gekwalificeerd |
| 2      | Californië       | Engels | Sweet Taboo     | Keys to the kingdom | gekwalificeerd |
| 3      | North Carolina   | Engels | John Morgan     | Right in the middle | gekwalificeerd |
| 4      | Amerikaans-Samoa | Engels | Tenelle         | Full circle         | gekwalificeerd |
| 5      | Illinois         | Engels | Justin Jesso    | Lifeline            | uit            |
| 6      | Idaho            | Engels | Andrew Sheppard | Steady machine      | uit            |
| 7      | New Mexico       | Engels | Khalisol        | Drop                | uit            |
| 8      | Vermont          | Engels | Josh Panda      | Rollercoaster       | uit            |
| 9      | Maryland         | Engels | Sisqó           | It's up             | uit            |
| 10     | Missouri         | Engels | HALIE           | Better things       | uit            |
| 11     | Guam             | Engels | Jason J.        | Midnight            | uit            |